# Stanisław Kiermaszek
Stanisław Kiermaszek (ur. 11 listopada 1926 w Radlinie, zm. 3 sierpnia 1983) – polski działacz partyjny i państwowy, wojewoda katowicki (1975–1978).
Syn Michała i Zofii. W czasie II wojny światowej jako Ślązak został przymusowo wcielony do Wehrmachtu, następnie jako ochotnik dołączył do Polskich Sił Zbrojnych na Zachodzie.
Od 12 marca 1951 członek PZPR, pełniąc w tej partii szereg różnych funkcji. Od 1958 do 1961 był przewodniczącym prezydium Powiatowej Rady Narodowej w Wodzisławiu, w latach 1961–1964 przewodniczącym prezydium Powiatowej Rady Narodowej w Tarnowskich Górach, w latach 1964–1975 przewodniczącym Wojewódzkiej Rady Narodowej w Katowicach, od listopada 1975 do czerwca 1978 wojewodą katowickim (1975–1978), a w latach 1975–1980 członkiem KC PZPR.

## Odznaczenia
- Order Sztandaru Pracy I klasy
- Order Sztandaru Pracy II klasy (1964)[2]
- Złoty Krzyż Zasługi
- Srebrny Krzyż Zasługi
- wiele innych odznaczeń państwowych, resortowych i organizacyjnych